# Iron Lion Zion
Iron Lion Zion är en låt av reggae-artisten Bob Marley. Den skrevs och spelades in 1973 eller 1974 men gavs först ut postumt 1992 i samlingsboxen Songs of Freedom. En remix finns på albumet Natural Mystic som kom 1995.